# زهيرة بن عمار
زَهيرة بن عمّار (1956 -) هي ممثلة أفلام ومسرح تونسية.

## مسيرتها
كانت دقيقة جدا في اختيار أدوارها، واحدة من النساء الرهيبات للمسرح التونسي، منذ ثمانينيات القرن الماضي، لمع اسمها إلى جوار أسماء أخرى مثل جليلة بكار، ورجاء بن عمار، وليلى طوبال وفاطمة بن سعيدان. بدأت زهيرة بن عمار مسيرتها في المسرح المدرسي وفي فرق الهواة في منتصف سبعينيات القرن الماضي. البداية الحقيقية والاحترافية كانت مع فرقة «المسرح المثلث» التي كانت أشبه بورشة لتكوين وإعداد الممثل، إضافة إلى عروض متحصّلة من بروفات تبحث في الارتجال وتعبيريات الجسد والمشهديات البصرية. بعدها، صار اسمها جزأً من النهضة المسرحية التي أدهشت الجمهور المحلي والعربي والأجنبي. هكذا، تقاسمت الطموحات الطليعية والمتنوعة التي رافقت تألق التجارب التونسية على المسارح المحلية والعربية، ونجاحاتها في عدد من أبرز المهرجانات في العالم. عملت مع الفاضل الجعايبي في أربعة عروض هي: «عرب»، «كوميديا»، «فاميليا»، و«عشاق المقهى المهجور». وظهرت في «وناس القلوب» لمحمد إدريس، و«كاليغولا» لقيس رستم، و«فهمتلا» لتوفيق الجبالي، وغيرها من الأعمال التي صارت علاماتٍ مضيئة في الريادة المتواصلة للمسرح التونسي، إضافة إلى مشاركتها المميزة في عدد من أفلام الموجة الجديدة مثل: «حلفاوين» و«صيف حلق الواد» لفريد بو غدير، و«صمت القصور» لمفيدة التلاتلي, تلقيت في بداية حياتها الفنية عدة ورشات عمل سواء في المسرح الوطني مع مخرجين ألمان وإيطاليين وفرنسيين أو في باريس .

## سيرتها
اشتغلت زهيرة بن عمار على قضايا جوهرية وراهنة تتصل بالواقع السياسي والاجتماعي، وبحثت في أعمالها عن فردية المرأة وتمرّدها في مجتمعاتٍ تهدِّد وجودها واستقلاليتها. في العام 2000، أسست فضاءً خاصاً بها، وقدمت من خلاله عدداً من العروض التي لاقت استحساناً جماهيرياً ونقدياً واسعاً.

## أعمالها[3]

### أفلام
- الكأس (رياضي) لمحمد دمق ومحمد محفوظ (1986).
- عرب (فيلم طويل) لفاضل الجعايبي وفاضل الجزيري بدور عربية (1988).
- عصفور السطح (فيلم روائي طويل) لفريد بوغدير والنوري بوزيد بدور المربية (1990).
- فيلم صمت القصور (فيلم طويل) لمفيدة التلاتلي (1994).
- فيلم صيف حلق الواد لفريد بوغدير (1996).
- فيلم الوليمة (فيلم قصير) لمحمد دمق ومحمد محفوظ (1998).
- فيلم باب العرش (فيلم طويل) لمختار العجيمي (2004).

### مسلسلات
- سلسلة أضحك للدنيا (الموسم الأول والثاني) / (60 حلقة) لعبد الرزاق الحمامي والطاهر الفازع بدور علياء (1999-2000).
- سلسلة عند عزيز لصلاح الدين الصيد وحاتم بلحاج بدور خديجة، المسؤولة عن الخلاص في المغازة (2003).
- سلسلة لوتيل (الفندق) لصلاح الدين الصيد وحاتم بلحاج بدور جويدة (2004).
- سلسلة قهوة جلول للطفي بن ساسي وعماد بن حميدة ومحمد دمق بدور زهوة شهرت زازا (2005).
- مسلسل ناعورة الهواء لمديح بالعيد ورياض السمعلي بدور آمنة لحمر (2014-2015).
- مسلسل الأكابر لمديح بالعيد ومحمد علي دمق ومحمد عزيز هوام وحسام الساحلي بدور رشيدة العثماني (2016).

### فيديوهات
- 2015: ومضة إشهارية لفائدة جمعية تونيسبوار من إخراج مديح بالعيد.

### مسرحيات
- مسرحية دولاب لالحبيب شبيل (1983)
- مسرحية عرب لفاضل الجعايبي وفاضل الجزيري (1987)
- مسرحية فاميليا لفاضل الجعايبي وجليلة بكار (1993)
- مسرحية عشاق القهوة الصحراوية لفاضل الجعايبي (1995)
- سهرة خاصة لفاضل الجعايبي (1997)
- مسرحية مفقود لزهيرة بن عمار (2009)
- مسرحية سنديانا لزهيرة بن عمار
- مسرحية إمرأة لعز الدين المدني والإقتباس والإخراج المسرحي لزهيرة بن عمار (2013)
- مسرحية تركتك أيضا لزهيرة بن عمار
- مسرحية كاليغولا لآلبر كامو والإخراج المسرحي لقيس رستم
- مسرحية فهمت أم لا لتوفيق الجبالي
- مسرحية كوميديا
- مسرحية الإفراط المصطنع
- مسرحية وناس القلوب
- مسرحية عشاق المقهى المهجور

زهيرة بن عمار ممثلة كوميدية ودرامية ومخرجة مسرحية لعبت أدورا كثيرة في فرق مسرحية عديدة منها المنتمي لشركة إنتاج فاميليا لفاضل الجعايبي والتياترو لتوفيق الجبالي ومنها ما ينتمي إلى فرقة مدينة تونس مع عبد المجيد بالأكحل والمسرح البلدي بتونس مع محمد إدريس مثل سنديانا.

## جوائز
- جائزة أفضل دور نسائي عن مسرحيتها دولاب وذلك خلال أيام قرطاج المسرحية في سنة 1983.

- جائزة أفضل ممثلة في الدورة الأولى لأيام قرطاج المسرحية.
- جائزة الآداب والفنون من قبل رئيس الجمهورية التونسية.
- كرمت من قبل عدة مهرجانات محلية ودولية: مصر، سورية، الشيلي، أمريكا اللاتينية، البرتغال، الأردن، والمغرب.
- كرمت في الدورة الرابعة عشر لمهرجان دمشق المسرحي عام 2008.

## مصر
{{مراجع}

## وصلات خارجية
- زهيرة بن عمار على موقع IMDb (الإنجليزية)
- زهيرة بن عمار على موقع قاعدة بيانات الأفلام العربية
- زهيرة بن عمار على موقع ألو سيني (الفرنسية)
- زهيرة بن عمار على موقع أول موفي (الإنجليزية)
- زهيرة بن عمار على موقع قاعدة بيانات الأفلام السويدية (السويدية)
- زهيرة بن عمار على موقع قاعدة بيانات الفيلم (الإنجليزية)
- زهيرة بن عمار على موقع كينوبويسك (الروسية)

1. ↑  "زهيرة بن عمار تطلق صرخة استغاثة عن المرأة في «مفقود»". www.albayan.ae. 19 سبتمبر 2009. مؤرشف من الأصل في 2024-03-29. اطلع عليه بتاريخ 2024-03-28.
2. ↑  "زهيرة بن عمار سيرة". الميدان. مؤرشف من الأصل في 2024-03-29.
3. ↑  "زهيرة بن عمار - تمثيل فيلموجرافيا، صور، فيديو". elCinema.com. مؤرشف من الأصل في 2023-12-27. اطلع عليه بتاريخ 2024-03-28.